# 绿胸芒果蜂鸟
绿胸芒果蜂鸟（学名：Anthracothorax prevostii），是雨燕目蜂鸟科的一种鸟类。
绿胸芒果蜂鸟体重约6.4克，翼长约65.6毫米，嘴峰长约28.9毫米，喙宽度约2.9毫米，喙厚度约2.7毫米，跗蹠长约4.6毫米，尾长约34.6毫米。绿胸芒果蜂鸟在其分布区内为留鸟，其栖息在半开放的灌木丛中，食性为草食性，主要食物来源是植物的花蜜。

## 亚种
- ：分布于墨西哥东部至危地马拉、伯利兹和萨尔瓦多。
- ：分布于萨尔瓦多和洪都拉斯至哥斯达黎加中部。
- ：分布于尼加拉瓜东部的普罗维登西亚岛和圣安德烈斯岛。
- ：分布于哥伦比亚的瓜希拉半岛和委内瑞拉北部沿海地区。
- ：分布于厄瓜多尔西部和秘鲁西北部。[4]